# 다드라 나가르하벨리 다만 디우

다드라 나가르하벨리의 위치

다드라 나가르하벨리 다만 디우(영어: Dadra and Nagar Haveli and Daman and Diu, 힌디어: दादर और नगर हवेली एवं दमन और दीव,, 구자라트어: દાદરા અને નગર હવેલી અને દમણ અને દીવ, 마라티어: दादरा व नगर हवेली आणि दमण व दीव)는 인도의 연방 직할지 가운데 하나로 행정 중심지는 다만이며 인구는 59만 명(2011년 기준), 면적은 603 km2이다. 아라비아해와 접하거나, 멀지 않은 곳에 있다. 구자라트어와 힌디어를 공용어로 사용한다.
다드라 나가르하벨리 지역은 1783년부터 1954년까지 포르투갈의 지배를 받았다. 1954년에 인도가 사실상 병합(해방)하여 현지인에 의한 독립 정부인 자유 다드라 나가르하벨리 정부에 의해 통치되었다. 다만과 디우 지역은 1961년 인도가 해방하였다. 곧 이들 지역을 인도가 정식으로 병합하였다. 그리고 2020년 이들 지역을 하나의 연방 직할지로 통합했다.

## 지리
다만, 디우, 다드라 나가르하벨리 3개 지구로 돼있다.

## 같이 보기
- 고아 다만 디우
- 포르투갈령 인도